# Cyrtandra albibracteata
Cyrtandra albibracteata är en tvåhjärtbladig växtart som beskrevs av Brian Laurence Burtt. Cyrtandra albibracteata ingår i släktet Cyrtandra och familjen Gesneriaceae. Inga underarter finns listade i Catalogue of Life.